# Jitka Čechová
Jitka Čechová est une pianiste tchèque.
Elle a étudié au Conservatoire de Prague avec Jan Novotný et a continué à l’Académie tchèque des arts musicaux avec Petr Toperczer. Elle travailla ensuite avec Eugen Indjic à Paris et Vitali Berzon à Freiburg. Elle a également suivi les master-classes de Rudolf Kehrer à Weimar et d’Eugen Indjic et Lazar Berman à Piešťany.
Elle a été lauréate de nombreuses compétitions internationales, comme : Virtuosi per musica di pianoforte à Ústí nad Labem (1986), le concours Smetana à Hradec Králové (1986, 1988, 1990), le concours Chopin à Mariánské Lázně (1987, 1989) et le concours international Hummel à Bratislava (1991).
Elle se produit également en musique de chambre avec le Smetana Trio en compagnie de Jan Páleníček et Jana Vonášková–Nováková.